# Háje nad Jizerou
Háje nad Jizerou là một làng thuộc huyện Semily, vùng Liberecký, Cộng hòa Séc.